# Duklai-hágó

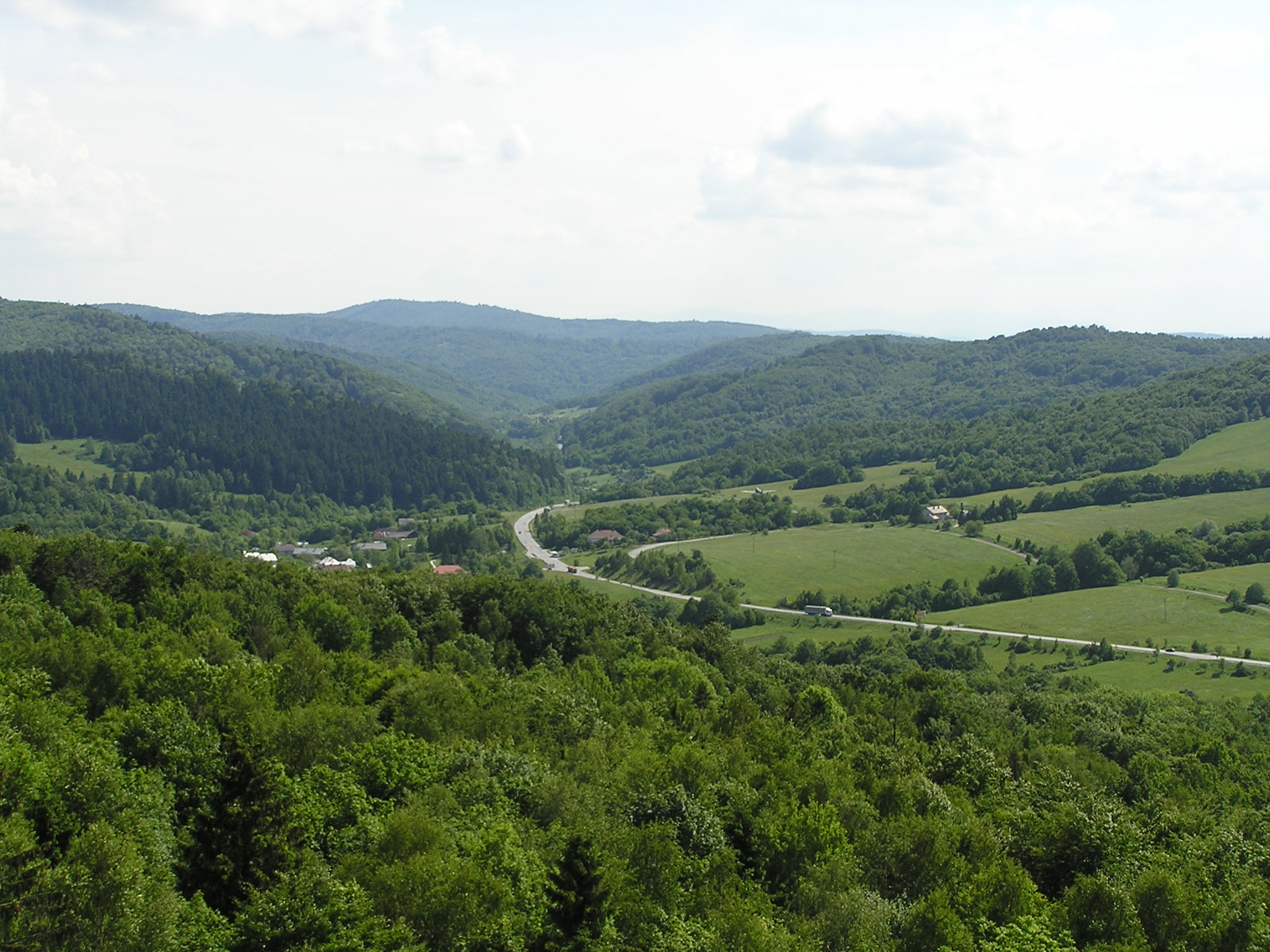
A Duklai-hágó Felsőkomárnok felől

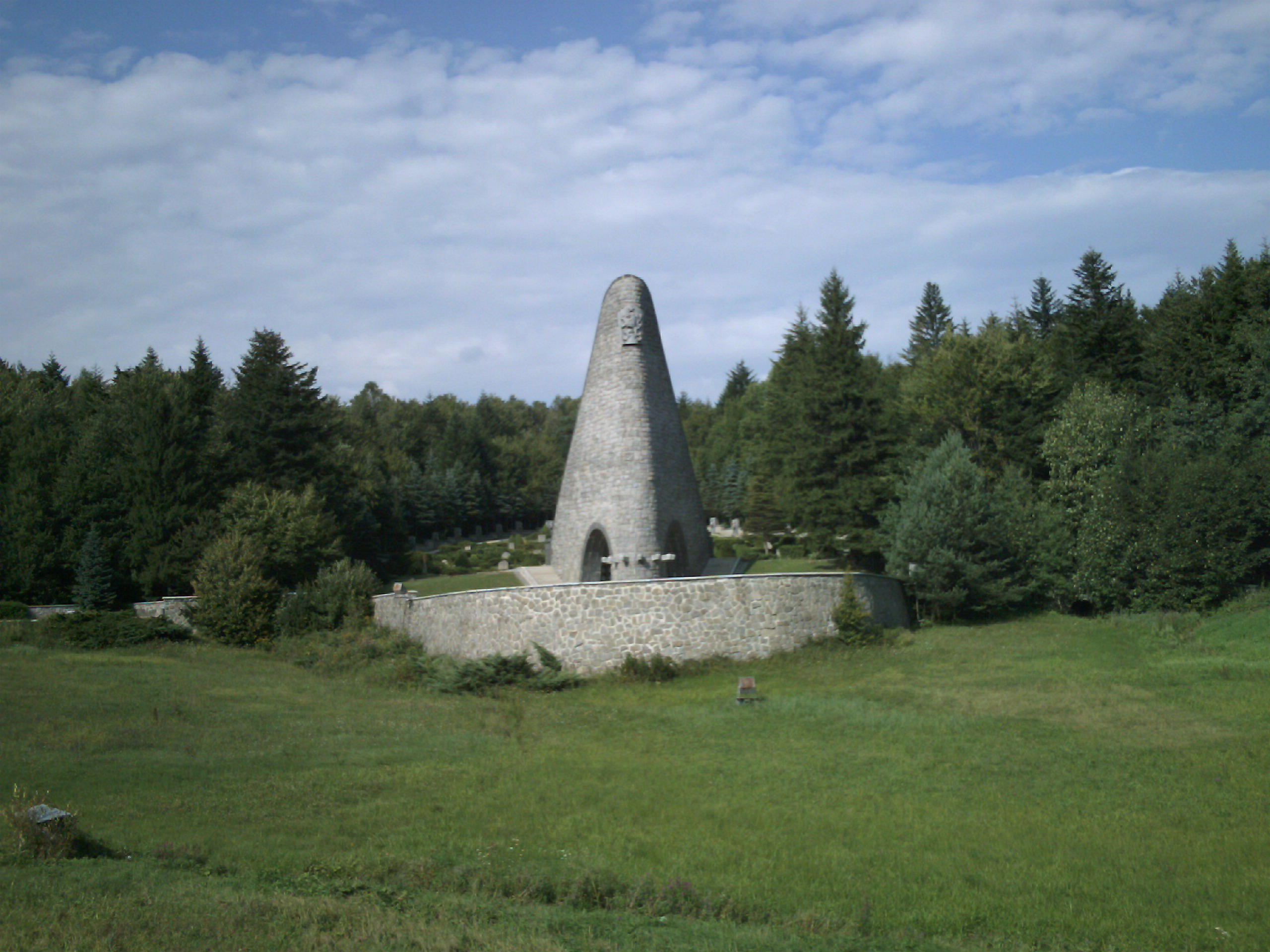
A háborús emlékmű a hágó tetején

A Duklai-hágó (szlovákul: Dukliansky priesmyk, lengyelül Przełęcz Dukielska, németül: Duklapass) egy igen fontos átkelőhely és hágó Szlovákia és Lengyelország között. Az 502 méter tengerszint feletti magasságával az Északnyugati- és a Keleti-Kárpátok legalacsonyabb hágója. Nevét a már lengyel oldalon fekvő Dukla nevű faluról kapta. Szlovák oldalon a Felsővízközi járáshoz tartozik, 1920-ig Magyarországon az azonos nevű járásbeli Felsőkomárnok (szlovákul Vyšný Komárnik) faluhoz tartozott. Jelenleg az E371-es számú közúton lehet megközelíteni.
További hágók keleti irányban, Ukrajna felé az Uzsoki-hágó (853 méter) és a Vereckei-hágó (841 méter). Mind az első, mind a második világháborúban heves harcok zajlottak a környéken a magyar-német, illetve az szovjet csapatok között, 1944 októberében itt tört be a Vörös Hadsereg Szlovákia területére. A hágó tetején emlékmű áll az áldozatokra emlékezve. A közelben hadtörténeti park található.
Időjárási szempontból is fontos jelentősége van, mivel télen a Kelet-Európa felől beáramló hideg légtömegek általában itt törnek először be a Kárpát-medencébe, elárasztva ezáltal az egész Alföldet.